# Letcombe Regis
Letcombe Regis är en ort och civil parish i Storbritannien.   Den ligger i grevskapet Oxfordshire och riksdelen England, i den södra delen av landet, 90 km väster om huvudstaden London. Letcombe Regis ligger 103 meter över havet och antalet invånare är 548.
Terrängen runt Letcombe Regis är huvudsakligen platt, men västerut är den kuperad.Runt Letcombe Regis är det ganska tätbefolkat, med 207 invånare per kvadratkilometer. Närmaste större samhälle är Abingdon, 15,7 km nordost om Letcombe Regis. Trakten runt Letcombe Regis består till största delen av jordbruksmark.